# Maniltoa polyandra
Maniltoa polyandra är en ärtväxtart som först beskrevs av William Roxburgh, och fick sitt nu gällande namn av Hermann August Theodor Harms. Maniltoa polyandra ingår i släktet Maniltoa och familjen ärtväxter.

## Underarter
Arten delas in i följande underarter:
- M. p. kurzii
- M. p. polyandra